# Vittorio Emanuele (metropolitana di Roma)
Vittorio Emanuele è una stazione della linea A della metropolitana di Roma.

## Storia
La stazione fu costruita come parte della prima tratta, da Anagnina a Ottaviano, della linea A della metropolitana di Roma, entrata in servizio il 16 febbraio 1980.
Dall'aprile 2024 la stazione è stata chiusa al pubblico per lavori di manutenzione di ascensori e scale mobili.
La stazione è stata riaperta il 1º luglio 2024.

### Incidente del 17 ottobre 2006
Il 17 ottobre 2006 avvenne uno scontro tra due convogli CAF nel quale una giovane trentenne di Pontecorvo, Alessandra Lisi, perì, e circa 452 persone rimasero ferite. È affissa una lapide nella stazione in memoria del tragico evento.

## Struttura e impianti
Vittorio Emanuele è una stazione sotterranea a due binari, che in tale tratto corrono in due distinte gallerie, serviti da due banchine. Il piano banchine, scavato a foro cieco, è collegato al mezzanino superficiale, scavato a cielo aperto, attraverso rampe di scale e scale mobili.
L'atrio della stazione ospita alcuni mosaici del premio Artemetro Roma. Gli autori esposti sono Nicola Carrino e Giulia Napoleone.

## Interscambi
- Fermata tram (P.za Vittorio Emanuele, linee 5 e 14)
- Fermata autobus ATAC

## Servizi
- Biglietteria automatica